# Limenitis fruhstorferi
Limenitis fruhstorferi är en fjärilsart som beskrevs av Krulikovski 1909. Limenitis fruhstorferi ingår i släktet Limenitis och familjen praktfjärilar. Inga underarter finns listade i Catalogue of Life.